# Virus de la hepatitis G
El pegivirus humano, denominado también virus GB-C o virus de la hepatitis G, es un virus ARN monocatenario de cadena sencilla con polaridad positiva, de 9,4 kb, filogenéticamente relacionado con el virus de la hepatitis C, perteneciente al género Pegivirus de la familia Flaviviridae. En la actualidad ha decrecido el uso del nombre «virus de la hepatitis G» y se prefiere la denominación «virus GB tipo C».
En 1966, G. Barker (de cuyas iniciales proviene «GB»), cirujano de 34 años, adquirió hepatitis no-A no-B, con un alza moderada en las enzimas hepáticas y un período de tres semanas de ictericia. Al tercer día de ictericia se tomaron muestras de su suero y se inocularon intravenosamente a tamarinos (primates de la familia de los calitrícidos). Este suero fue capaz de producir hepatitis en estos animales, así también como sucesivas inoculaciones de sus sueros. No se logró aislar el agente que entonces se denominó virus GB.
En 1995, investigadores de Abbott Laboratories lograron identificar dos cepas de virus en tamarinos inoculados con el suero GB, los cuales denominaron virus GB-A y virus GB-B. Ambas se replicaban en primates, pero solo la segunda producía hepatitis. Ninguna de las dos se logró identificar en humanos. Posteriormente, se aisló otra cepa mediante una metodología similar a la que identificaba el virus de la hepatitis C, y se denominó virus GB tipo C, el cual se asociaba a cuadros de viremia en humanos y no de hepatitis necesariamente. Simultáneamente, investigadores de Genelabs lograron identificar un virus ARN en humanos con hepatitis aguda que denominaron virus de la hepatitis G. Análisis subsecuentes del virus GB-C y el virus de la hepatitis G demostraron que se trataba de dos muestras del mismo virus.
Aunque el virus GB-C fue inicialmente asociado con la hepatitis crónica, extensas investigaciones fallaron en identificar alguna asociación entre este virus y la hepatitis aguda o crónica o cualquier otra enfermedad clínica. Estudios posteriores al año 2000 han demostrado inhibición en el desarrollo de la infección por el VIH afectando favorablemente la evolución de la enfermedad y retrasando el desarrollo del SIDA.
El virus GB-C está extendido mundialmente.  Los principales factores de riesgo para adquirirlo son la transfusión de hemoderivados y el contacto sexual. Las transfusiones sanguíneas constituyen una forma de transmisión importante, ya que no es obligatorio la detección del virus GB-C en los bancos de sangre.
Por el análisis de su estructura, se considera que el virus GC-C se originó en el continente africano. Se han descrito 6 genotipos denominados en números arábigos del 1 al 6. El genotipo 1, subtipos a y b, se encuentra en el oeste de África; el genotipo 2 (2a y 2b) se distribuye en Norteamérica y Europa. Los genotipos 3 y 4 se ubican en Asia; el genotipo 5 en el sur de África y el genotipo 6 en Indonesia.
El virus GB-C parece replicarse primariamente en linfocitos, y pobremente en hepatocitos. La mayoría de los individuos inmunocompetentes parecen aclarar la viremia GB-C dentro de los primeros años siguientes a la infección y aunque el intervalo de tiempo entre la infección GB-C y la depuración de viremia (falta de detección del ARN del virus GB-C en plasma) no es conocido, la infección puede persistir por décadas en algunos individuos.
Aproximadamente el 2 % de los donantes de sangre estadounidenses sanos son positivos para el virus GB-C, y más del 13 % de los donantes tienen anticuerpos para la proteína E2, indicando infección previa. La transmisión del virus GB-C se hace por vía parenteral, sexual y verticalmente, y debido a modos compartidos de transmisión, los individuos infectados con el VIH son comúnmente coinfectados con el GB-C. Entre la población con infección de VIH, la prevalencia de viremia GBV-C oscila entre 14 a 43 %.